# Anouk Aimée
Anouk Aimée (Parijs, 27 april 1932 – aldaar, 18 juni 2024) was een Franse filmactrice.

## Leven en werk

### Afkomst, opleiding en debuut
Aimée werd geboren in Parijs als Françoise Sorya Dreyfus. Haar moeder was de filmactrice Geneviève Sorya. Ook haar vader was acteur. Als joods meisje leefde ze ondergedoken op het platteland gedurende de Tweede Wereldoorlog. Na de oorlog volgde Aimée middelbaar onderwijs in Frankrijk en in Engeland. Aangetrokken door het beroep van haar ouders ging ze ook acteer- en danslessen volgen.
Aimée debuteerde op veertienjarige leeftijd: ze speelde haar eerste rol, Anouk, in het drama La Maison sous la mer (Henri Calef, 1946). Aan die rol ontleende ze haar artiestennaam. 

### Jaren veertig
In de late jaren veertig werd ze twee keer gecast in de vrouwelijke hoofdrol, telkens naast Serge Reggiani. La Fleur de l'âge (Marcel Carné, 1947) werd nooit afgewerkt. In het drama Les Amants de Vérone (André Cayatte, 1949) beleven Aimée en Reggiani het liefdesdrama van Shakespeare.
Het was de dichter Jacques Prévert, die meeschreef aan het scenario van beide films, die haar de achternaam Aimée suggereerde.

### Jaren vijftig
In de jaren 1950 bracht Nikos Papatakis, haar tweede echtgenoot, Aimée in contact met het artistieke milieu van Saint-Germain-des-Prés. Ze frequenteerde er onder anderen Pablo Picasso, Jean Genet, Jean Cocteau en Raymond Queneau.
Vanaf 1950 werd Aimée al begeerd en gevraagd door andere Europese (Engelse, Duitse, Spaanse) cineasten. Het politiek drama The Journey, haar eerste Amerikaanse film, dateert eveneens uit de jaren vijftig. 
Alexandre Astruc deed twee keer een beroep op Aimées acteertalent. In het tragische Le Rideau cramoisi (1952), een middellange film die hem bekend maakte en hem de prestigieuze Prix Louis-Delluc bezorgde, vertolkte Aimée de jonge vrouw die plots in de armen van haar minnaar sterft. In het drama Les Mauvaises Rencontres, Astrucs eerste volwaardige langspeelfilm, speelde ze een erg ambitieuze journaliste.
In het biografisch drama Montparnasse 19 (1957) gaf ze gestalte aan Jeanne Hébuterne, muze, model en minnares van Amedeo Modigliani (vertolkt door Gérard Philipe).
In 1959 kwam ze twee keer in contact met Jean-Pierre Mocky: eerst verscheen ze naast hem in het drama La Tête contre les murs, daarna speelde ze een van de vrouwelijke hoofdrollen in zijn debuutfilm als regisseur, de gunstig onthaalde tragikomedie Les Dragueurs.

### Jaren zestig
Zij verscheen in Fellini's drama La dolce vita (1960) als de eerste (neurotische) vrouw die roddelbladverslaggever Marcello Mastroianni op zijn weg ontmoet in Rome. Fellini castte haar een tweede keer, in de tragikomedie 8½ (1963), als de vrouw van een depressieve filmregisseur, vertolkt door Mastroianni. 
Aimée werkte toen niet alleen voor Fellini, maar ook voor heel wat andere Italiaanse regisseurs, waarvan Vittorio De Sica, Alberto Lattuada, Alessandro Blasetti en Dino Risi de bekendste namen waren. Van de vierentwintig films waarin Aimée in de jaren zestig verscheen waren er dertien van Italiaanse makelij.
Ondertussen had ze in 1960 de rol van de nachtclubzangeres Lola vertolkt in het stijlvolle drama Lola, de gelijknamige iconische debuutfilm van Jacques Demy. 
In 1966 werd ze genomineerd voor de Oscar voor beste vrouwelijke hoofdrol voor haar rol in de film die haar echte internationale bekendheid gaf: het romantisch drama Un homme et une femme van Claude Lelouch, met Jean-Louis Trintignant als haar tegenspeler. Daarna volgde het van magisch realisme doordrenkte drama Un soir, un train (André Delvaux, 1968). 
Dan trok Aimée naar Amerika en speelde er in drie drama's: The Appointment (Sidney Lumet, 1969) en Justine (George Cukor, 1969) behaalden niet het verwachte commercieel succes, evenmin als Model Shop (1969) waarin ze nochtans regisseur Jacques Demy en het personage Lola terugvond.

### Jaren zeventig
In de jaren zeventig verdween ze zeven jaar lang uit het zicht van de camera's. Ze verbleef in Londen met haar laatste echtgenoot Albert Finney om er zich te wijden aan haar familie. 
Het was Claude Lelouch, de cineast die haar de grote doorbraak had bezorgd in 1966 en die haar uiteindelijk tien keer zou casten, die Aimée na die stille periode haar eerste rol van de jaren zeventig gaf in het drama Si c'était à refaire (1976). In 1978 acteerde ze in het drama Mon premier amour, het regiedebuut van haar toenmalige minnaar Élie Chouraqui.

### Jaren tachtig
Tijdens dit decennium was Aimée te zien in negen films, waarvan vier Italiaanse. Voor haar vertolking van een depressieve vrouw van middelbare leeftijd in het drama Salto nel vuoto (1980) van Marco Bellocchio kreeg ze de prijs voor beste actrice op het filmfestival van Cannes. Een jaar later werd ze gevraagd door Bernardo Bertolucci om de verfijnde Franse echtgenote van een kleine amper geschoolde zuivelindustrieel uit Parma te belichamen in zijn drama La tragedia di un uomo ridicolo. De tragikomedie Il generale dell'armata morta (1983) van director of photography Luciano Tovoli gaf haar de gelegenheid als een elegante gravin-weduwe te verschijnen naast (opnieuw) generaal Mastroianni.
In 1986 bracht Claude Lelouch Aimée en Trintignant, de hoofdrolspelers uit Un homme et une femme, opnieuw bijeen voor een vervolg: Un homme et une femme, 20 ans déjà. 

### Latere carrière
In 2019, toen Aimée en Trintignant al late tachtigers waren, verfilmde Lelouch met de liefdesfilm Les plus belles années d'une vie het tweede en laatste vervolg op zijn klassieker Un homme et une femme.
Vermeldenswaardig zijn de films die Aimée nog draaide onder regie van Lelouch (5) en Chouraqui (2) alsook haar verschijning in het familiedrama Rupture(s) (1993) en in de in de modewereld gesitueerde tragikomedie Prêt-à-Porter (1994). Voortaan was ze echter meestal te zien in bescheiden bijrollen.
Tot haar zeldzame hoofdrollen behoorden de komedie Festival in Cannes (2001) waarin filmmensen in Cannes vechten om haar, een beroemde Franse actrice, in hun film te krijgen en de beklijvende documentaire La petite prairie aux bouleaux (2003) waarin ze na meer dan vijftig jaar beslist om terug te keren naar Auschwitz waar ze ooit de hel meemaakte.
Anouk Aimée was ook model voor het Parijse modehuis Ungaro.

## Privéleven
Aimée was vier keer gehuwd, een eerste keer (1949-1951) met Edouard Zimmermann. In 1951 huwde ze artistiek directeur, filmproducent en -regisseur Nikos Papatakis (1951-1958) en kreeg met hem een dochter, Manuela (1951). 
Haar derde echtgenoot (1966-1969) was de zanger/tekstdichter Pierre Barouh, die in 1966 de tekst voor het liedje Un homme et une femme had geschreven, een compositie van Francis Lai.
Haar vierde echtgenoot was de Britse acteur Albert Finney met wie ze van 1970 tot 1978 getrouwd was. Vooraleer ze in het huwelijk trad met Finney had Aimée nog kortstondige relaties met de acteurs Warren Beatty en Omar Sharif.
Ten slotte had ze een vier jaar durende relatie met filmregisseur Élie Chouraqui (1950), die haar had ontmoet als regie-assistent op de set van Si c'était à refaire. Chouraqui castte haar in vier van zijn films.
Anouk Aimée overleed op 18 juni 2024 op 92-jarige leeftijd.

## Filmografie (ruime selectie)
- 1946 - La Maison sous la mer (Henri Calef)
- 1947 - La Fleur de l'âge (Marcel Carné) (onvoltooid)
- 1949 - Les Amants de Vérone (André Cayatte)
- 1950 - Golden Salamander (Ronald Neame)
- 1952 - Le Rideau cramoisi (Alexandre Astruc)
- 1952 - The Man Who Watched Trains Go By (Harold French)
- 1953 - La Bergère et le Ramoneur (Paul Grimault)
- 1955 - Les Mauvaises Rencontres (Alexandre Astruc)
- 1955 - Ich suche Dich (O.W. Fischer)
- 1956 - Nina (Rudolf Jugert)
- 1957 - Tous peuvent me tuer (Henri Decoin)
- 1957 - Pot-Bouille (Julien Duvivier)
- 1957 - Montparnasse 19 (Les Amants de Montparnasse) (Jacques Becker)
- 1959 - The Journey (Anatole Litvak)
- 1959 - La Tête contre les murs (Georges Franju)
- 1959 - Les Dragueurs (Jean-Pierre Mocky)
- 1960 - La dolce vita (Federico Fellini)
- 1961 - Lola (Jacques Demy)
- 1961 - Il giudizio universale (Vittorio De Sica)
- 1961 - L'Imprevisto (Alberto Lattuada)
- 1961 - Sodom and Gomorrah (Robert Aldrich en Sergio Leone)
- 1961 - Le Farceur (Philippe de Broca)
- 1963 - Il giorno più corto (Sergio Corbucci)
- 1963 - Les Grands Chemins (Christian Marquand)
- 1963 - Liolà (Alessandro Blasetti)
- 1963 - Il successo (Dino Risi en Mauro Morassi)
- 1963 - Otto e mezzo (Federico Fellini)
- 1966 - Un homme et une femme (Claude Lelouch)
- 1967 - Vivre pour vivre (Claude Lelouch)
- 1968 - Un soir, un train (André Delvaux)
- 1969 - Model Shop (Jacques Demy)
- 1969 - The Appointment (Sidney Lumet)
- 1969 - Justine (George Cukor)
- 1976 - Si c'était à refaire (Claude Lelouch)
- 1978 - Mon premier amour (Élie Chouraqui)
- 1980 - Salto nel vuoto (Marco Bellocchio)
- 1981 - La tragedia di un uomo ridicolo (Bernardo Bertolucci)
- 1982 - Qu'est-ce qui fait courir David? (Élie Chouraqui)
- 1983 - Il generale dell'armata morta (Luciano Tovoli)
- 1984 - Success Is the Best Revenge (Jerzy Skolimowski)
- 1984 - Viva la vie (Claude Lelouch)
- 1986 - Un homme et une femme, 20 ans déjà (Claude Lelouch)
- 1988 - La Table tournante (Paul Grimault en Jacques Demy) (stem)
- 1990 - Il y a des jours... et des lunes (Claude Lelouch)
- 1993 - Rupture(s) (Christine Citti)
- 1993 - Les Marmottes (Élie Chouraqui)
- 1994 - Prêt-à-Porter (Robert Altman)
- 1995 - Les Cent et Une Nuits de Simon Cinéma (Agnès Varda)
- 1995 - Dis-moi oui (Alexandre Arcady)
- 1996 - Hommes, femmes, mode d'emploi (Claude Lelouch)
- 1999 - 1999 Madeleine (Laurent Bouhnik)
- 1999 - Une pour toutes (Claude Lelouch)
- 2001 - Festival in Cannes (Henry Jaglom)
- 2003 - La petite prairie aux bouleaux (Marceline Loridan-Ivens)
- 2004 - Ils se marièrent et eurent beaucoup d'enfants (Yvan Attal)
- 2009 - Celle que j'aime (Élie Chouraqui)
- 2010 - Ces amours-là (Claude Lelouch)
- 2011 - Tous les soleils (Philippe Claudel)
- 2012 - Mince alors! (Charlotte de Turckheim)
- 2019 - Les plus belles années d'une vie (Claude Lelouch)

- Bibsys: 98038291
- Biblioteca Nacional de España: XX1260738
- Bibliothèque nationale de France: cb138906234 (data)
- Catàleg d'autoritats de noms i títols de Catalunya: 981058528372606706
- Gemeinsame Normdatei: 129250678
- International Standard Name Identifier: 0000 0003 6864 7540
- Library of Congress Control Number: n85085809
- Nationale Bibliotheek van Letland: 000242941
- MusicBrainz: 13b86652-52c1-4bbe-b57c-9fba188d65dd
- Nationale Bibliotheek van Tsjechië: xx0110661
- Nationale bibliotheek van Australië: 35200898
- Nationale Bibliotheek van Israël: 987007449555105171
- Nationale Bibliotheek van Polen: a0000002364020
- Nederlandse Thesaurus van Auteursnamen: 073599417
- Réseau des bibliothèques de Suisse occidentale: 02-A000008015
- Système universitaire de documentation: 035370378
- Trove: 862265
- Virtual International Authority File: 117896873
- WorldCat: E39PBJqw7BMMbv3mqmxCVHhfv3